# Terra d’Otranto

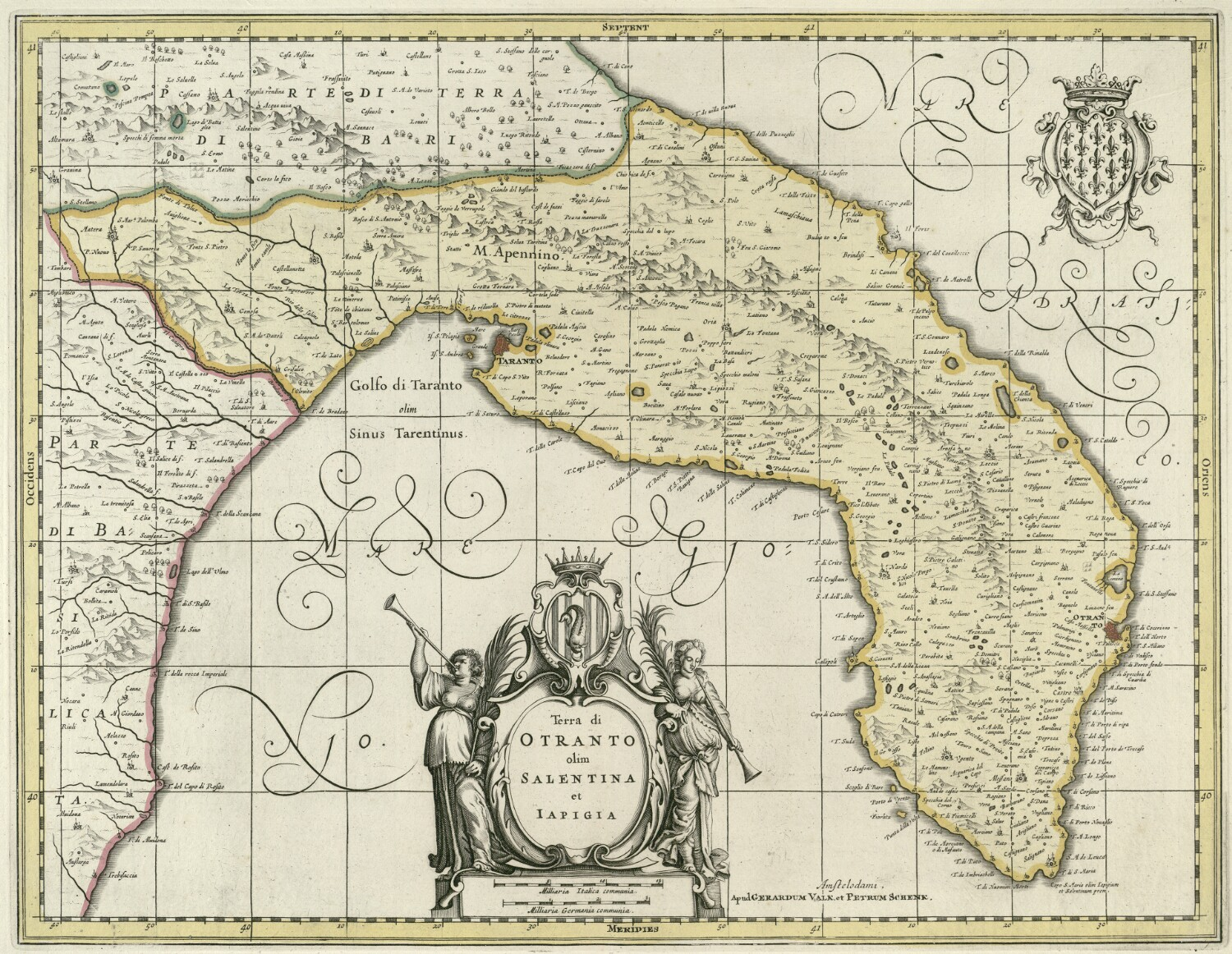
Terra d’Otranto zwischen 1555 und 1617

Terra d’Otranto (auch: Terra di Otranto; Land von Otranto) war eine alte Verwaltungseinheit (italienisch: Giustizierato; Plural: Giustizierati) in Süditalien, die von 1231 bis 1860/61 existierte und zuerst zum Königreich Sizilien, dann zum Königreich Neapel, zum Königreich beider Sizilien und später zum Königreich Italien gehörte. 1927 wurde das Gebiet endgültig aufgelöst. Heute gehört es zu Apulien und befindet sich in den Tiefebenen der Provinzen Lecce, Brindisi und bis Massafra zur Provinz Tarent.

## Lage
Nach 1663 erstreckte sich die Terra d’Otranto etwa 140 km von der messapischen Schwelle und dem Itria-Tal im Norden bis nach Santa Maria di Leuca im Süden und im Durchschnitt ca. 40 km zwischen dem Golf von Tarent im Westen und der Straße von Otranto im Osten.
Im Norden grenzte das Gebiet an die historische Region Terra di Bari, im Westen an die Verwaltungseinheit Basilikata, im Süden ans Ionische Meer und im Osten an die Adria, praktisch die ganze Halbinsel Salento, einen erheblichen Teil der Murgia der Trulli, (eine Hochebene in Apulien; bekannt als Itria-Tal) und ein Teil der Alta Murgia, die in Richtung Ionisches Meer abfällt.

## Wappen

Wappen von der Terra d’Otranto

Das Wappen der Terra d’Otranto stellt einen zappelnden silbernen Delfin dar, der in seinem Maul die islamische Mondsichel, das Symbol des Osmanischen Reiches hat. Alfons von Aragon, Sohn des Königs von Neapel, Ferdinand I., ließ die Mondsichel 1481, ein Jahr nach dem Otranto-Feldzug und der Vertreibung der Osmanen hinzufügen.

## Geschichte

### Die Verwaltungseinheit „Giustizierato Terra d’Otranto“
Seit dem 11. Jahrhundert waren die Gebiete der heutigen Provinzen Lecce, Tarent und Brindisi (außer Fasano und Cisternino) und das Gebiet um Matera fester Bestandteil der Terra d’Otranto. Unter dem spanischen Vizekönig von Neapel Gaspar de Bracamonte y Guzmán wurde Matera 1663 per Dekret zur Hauptstadt des Giustizierato Basilikata erklärt.

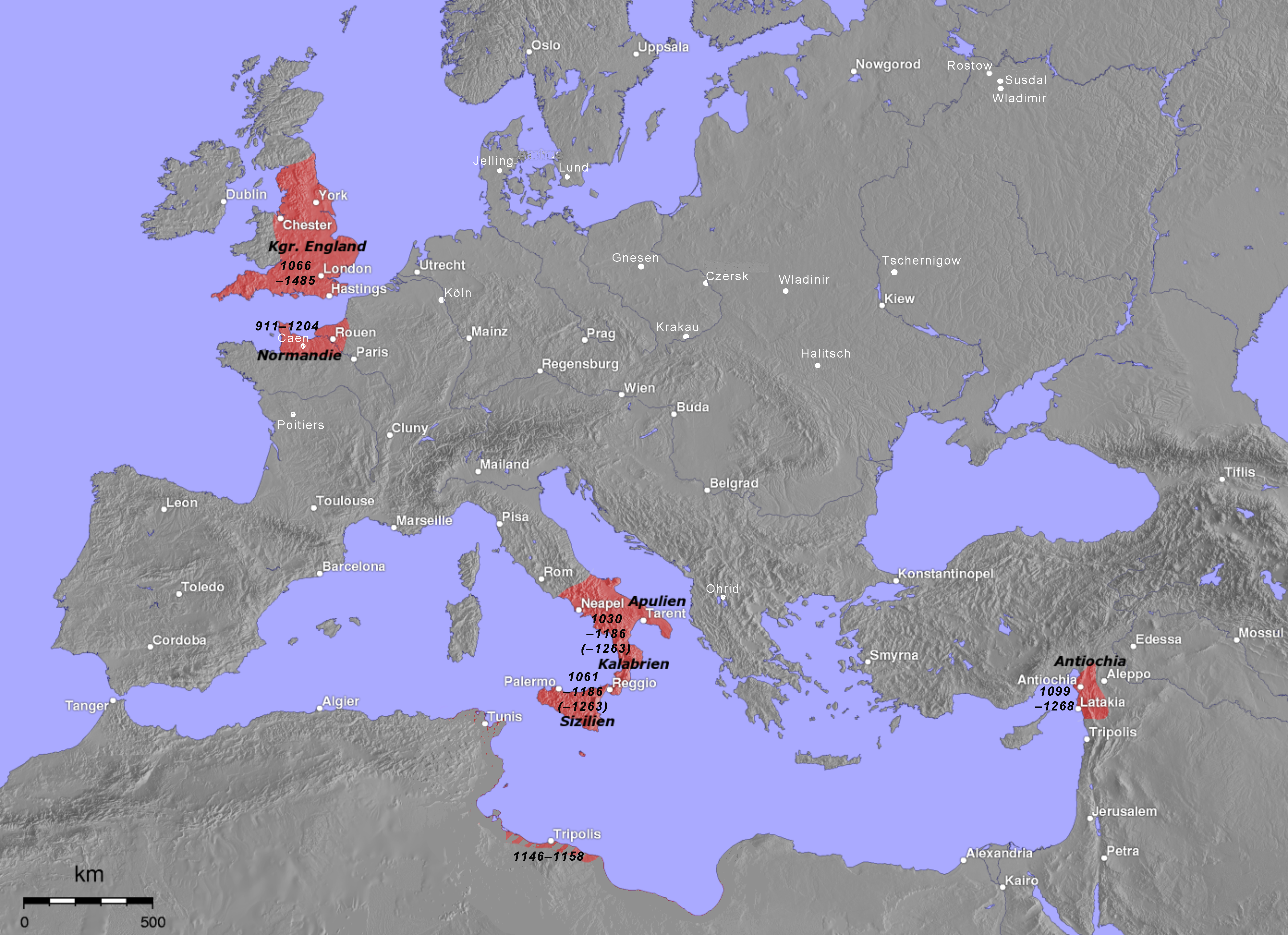
Normannische Gebiete im 12. Jahrhundert

Terra d’Otranto hatte in der Antike und im frühen Mittelalter eine große Bedeutung und war der Sitz der byzantinischen Regierung, aus deren Zeit diese Bezeichnung stammt. Unter der normannischen Eroberung Süditaliens der Hauteville entstanden 1055 die Grafschaft Lecce und 1088 das Fürstentum Tarent. Unter dem Staufer Friedrich II. wurde Apulien in drei Giustizierati Capitanata, Terra di Bari und Terra d’Otranto unterteilt, von denen die letztgenannte zu der südlichsten gehörte. Diese administrative Organisation wurde während des Königreichs Sizilien und des späteren Königreichs Neapel beibehalten.
Erste Hauptstadt wurde Otranto, die aber bereits im späten 12. Jahrhundert an Bedeutung verlor; behielt jedoch das im 11. Jahrhundert erhaltene erzbischöfliche Prestige.
Lecce, im „Herzen des Salentos“ gelegen, wurde dagegen ein immer wichtigerer Verwaltungssitz, blieb aber eine untergeordnete Diözese von Otranto. Unter den französischen Herrschern des Hauses Anjou und dann denen der spanischen Habsburgern wurde Lecce zum unbestrittenen politischen und administrativen Verwaltungszentrum der Terra d’Otranto, eine der reichsten und kulturellsten Städte des Mittelmeers.

### Die Provinz Terra d’Otranto

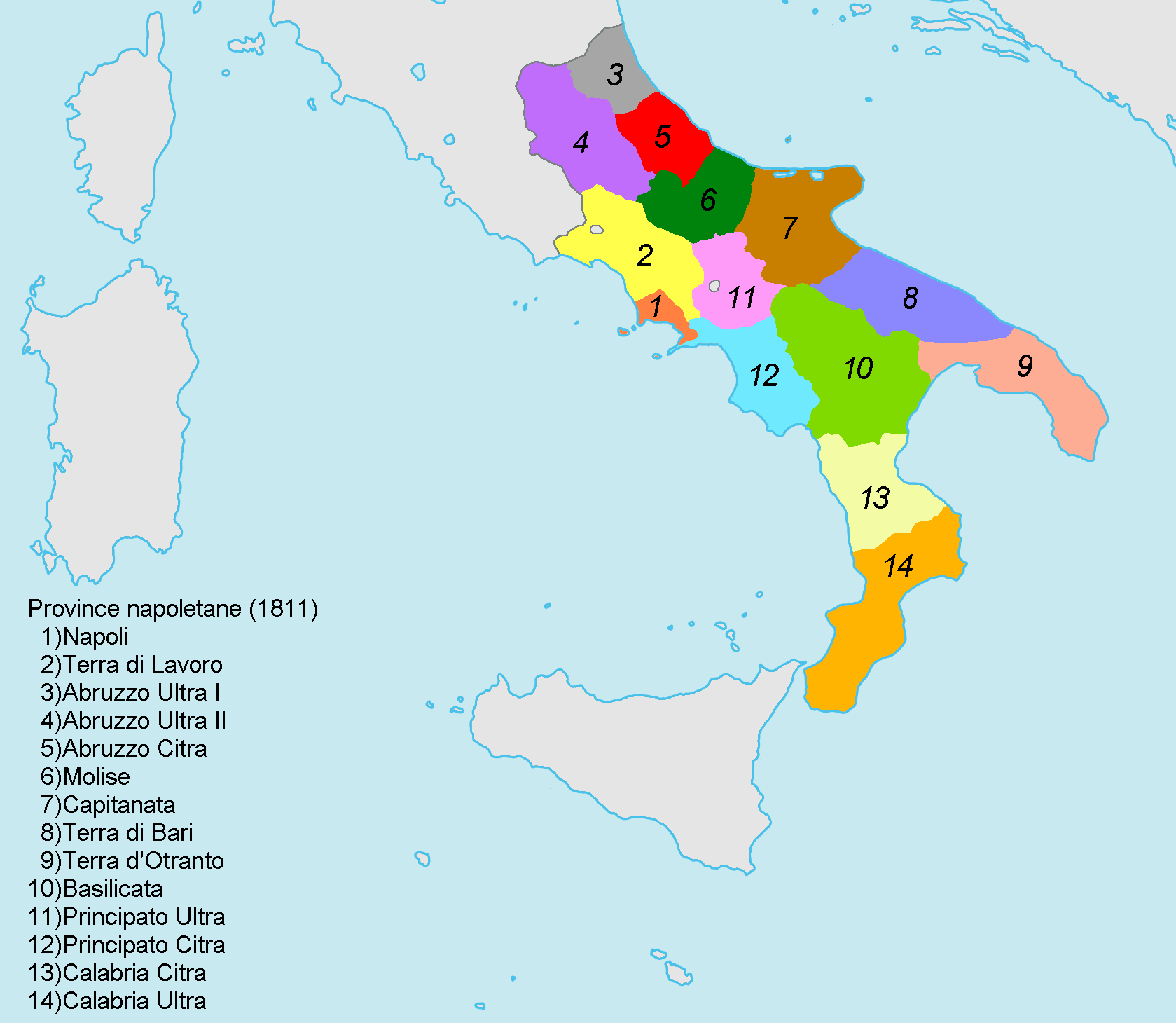
Die 14 Provinzen des Königreichs Neapel im Jahr 1811

Mit dem königlichen Dekret Nr. 132 vom 8. August 1806 über die „divisione ed amministrazione delle province del Regno“ (Aufteilung und Verwaltung der Provinzen des Reiches) reformierte der damalige König von Neapel, Joseph Bonaparte, die territoriale Gliederung des Königreiches auf der Grundlage des französischen Modells und schaffte das System der Giustizierati ab. Das Gesetz unterteilte das Königreich in dreizehn Provinzen (Provincie) mit jeweils eigener Hauptstadt. Die Provinzen wurden weiterhin in Bezirke (Distretti) und Kreise (Circondari) unterteilt mit jeweils einer Hauptstadt. Die Provinz Terra d’Otranto wurde in drei Bezirke (Lecce, Tarent, Mesagne) unterteilt. Hauptstadt der Provinz war Lecce. Mit dem administrativen königlichen Dekret per la nuova circoscrizione delle quattordici provincie del Regno di Napoli (für die neue Beschreibung der 14 Provinzen des Königreiches von Neapel) Nr. 922 vom 4. Mai 1811 wurden die Provinzen des Königreichs Neapel in Bezirke, Kreise und Gemeinden (Comuni) aufgeteilt. Für die Provinz Terra d’Otranto gab es dabei keine großen Änderungen.
Mit dem administrativen Dekret „per la formazione di un quarto distretto nella provincia di Terra d’Otranto“ (für die Bildung eines 4. Bezirkes in der Provinz Terra d’Otranto) Nr. 1697 vom 21. April 1813, erlassen von Joachim Murat, erhielt die Provinz Terra d’Otranto ab 1. Januar 1814 ihren 4. Bezirk Gallipoli dazu. Außerdem wurde der Bezirk Mesagne in Bezirk Brindisi umbenannt. Mit dem Dekret Nr. 360 vom 1. Mai 1816, erlassen von Ferdinand I. wurde die Anzahl der Provinzen auf 15 erhöht und die „Comuni“ in drei Kategorien unterteilt:
- Die erste Klasse umfasste die Gemeinden mit einer Einwohnerzahl von mindestens 6000 Einwohnern, wo eine Intendantur, ein Berufungsgericht oder ein Strafgericht bestand und diejenigen mit einem geregelten Einkommen von 5000 Dukaten.
- Die zweite Klasse fasste die Gemeinden mit einer Einwohnerzahl zwischen 3000 und 6000 zusammen und diejenigen, wo eine Unterintendantur bestand.
- Die dritte Klasse bestand aus Gemeinden mit weniger als 3000 Einwohnern.[13]

Das administrative Gesetz Nr. 570 vom 12. Dezember 1816 sull’amministrazione civile (über den öffentlichen Dienst) behielt mit einigen Änderungen das napoleonische Modell bei.

## Die Auflösung der Provinz Terra d’Otranto
Nach der Vereinigung Italiens 1861 wurde die Provinz Terra d’Otranto auch „Terra di Lecce“ genannt und in vier „Circondari“ (Lecce, Gallipoli, Brindisi, Tarent) eingeteilt.
Während des 20. Jahrhunderts wurde das Gebiet der historischen Provinz 1923 mit der Gründung der Provincia del Ionio  (Ionischen Provinz) und 1927 mit der Provinz Brindisi aufgelöst.